# Congo-Kinshasa op de Olympische Zomerspelen 2016
Congo-Kinshasa nam deel aan de Olympische Zomerspelen 2016 in Rio de Janeiro, Brazilië. Taekwondoka Rosa Keleku, de enige vrouw in de olympische ploeg, droeg de vlag tijdens de openingsceremonie. Het was voor het eerst dat Congo-Kinshasa deelnam aan het taekwondo.

## Deelnemers en resultaten
(m) = mannen, (v) = vrouwen 

### Atletiek
| Olympiër              | Discipline   | Resultaat | Prestatie                 |
| --------------------- | ------------ | --------- | ------------------------- |
| Makorobondo Salukombo | marathon (m) | 113e      | 2:28.54                   |
|                       |              |           |                           |
| Beatrice Alice        | 5000m (v)    | 32e       | serie 1: 16de in 19.29,47 |

### Judo
| Olympiër        | Discipline | Resultaat | Prestatie                             |
| --------------- | ---------- | --------- | ------------------------------------- |
| Rodrick Kuku VS | –66kg (m)  | 17e       | 1ste ronde: V van DOM Mateo: waza-ari |

### Taekwondo
| Olympiër       | Discipline | Resultaat | Prestatie                            |
| -------------- | ---------- | --------- | ------------------------------------ |
| Rosa Keleku VO | –49kg (v)  | 11e       | 1ste ronde: V van MEX Manjarrez: 5-9 |